# Ercé-en-Lamée
Ercé-en-Lamée är en kommun i departementet Ille-et-Vilaine i regionen Bretagne i nordvästra Frankrike. Kommunen ligger i kantonen Bain-de-Bretagne som tillhör arrondissementet Redon. År 2022 hade Ercé-en-Lamée 1 568 invånare.

## Befolkningsutveckling
Antalet invånare i kommunen Ercé-en-Lamée
Referens:INSEE